# Reichstagswahlkreis Pfalz (Bayern) 3

Die Wahlkreisaufteilung des Deutschen Reichs.

Der Reichstagswahlkreis Pfalz (Bayern) 3 war ein Wahlkreis für die Reichstagswahlen im Deutschen Reich 1868 bis 1918.

## Allgemeines
Der Reichstagswahlkreis Pfalz (Bayern) 3 (auch Reichstagswahlkreis Bergzabern-Germersheim genannt) umfasste die Städte Germersheim und Bergzabern sowie die umliegenden Bezirksämter. Der Wahlkreis hatte eine Fläche von 934,70 Quadratkilometer und 1871 90.504 Einwohner (96,80 Einwohner/km²). 1910 betrug die Einwohnerzahl 96.288 (103,01 Einwohner/km²). Konfessionell lag der Anteil der Katholiken über dem der Protestanten. 1871 (1910) betrug der Anteil der Katholiken 55,1 % (56,9 %) und der der Protestanten 42,4 % (41,9 %). Der Wahlkreis war ländlich geprägt. 71,2 % der Einwohner lebte in Orten mit weniger als 2000 Einwohnern.

## Abgeordnete
| Wahl                             | Abgeordneter           | Partei                        | Bild |
| -------------------------------- | ---------------------- | ----------------------------- | ---- |
| Zollparlamentswahl 1868 bis 1869 | Ferdinand von Soyer    | Bayerische Patriotenpartei    | 0    |
| Zollparlamentsnachwahl 1869      | Julius Petersen        | Bayerische Fortschrittspartei | 0    |
| Reichstagswahl 1871              | Ludwig Louis           | Liberale Reichspartei         | 0    |
| Reichstagswahl 1874              | Theodor Spaeth         | NLP                           | 0    |
| Reichstagswahl 1877 bis 1884     | Moritz Bolza           | NLP                           | 0    |
| Reichstagswahl 1884 bis 1898     | Theodor Brünings       | NLP                           |      |
| Reichstagswahl 1898 bis 1899     | Carl Gander            | NLP                           | 0    |
| Ergänzungswahl 1899 bis 1907     | Philipp Lichtenberger  | NLP                           | 0    |
| Reichstagswahl 1907              | Wilhelm Spindler       | Zentrum                       |      |
| Reichstagswahl 1912              | Franz Seraphim Lederer | Zentrum                       | 0    |

## Wahlen

### Zollparlamentswahl 1868
Bei der Zollparlamentswahl 1868 fand nur ein Wahlgang statt. Die Zahl der Wahlberechtigten betrug 16.653, die Zahl der Wähler 13.141. Die Wahlbeteiligung betrug 78,9 %.
| Kandidat            | Partei                        | Stimmen | in %   | Anmerkungen |
| ------------------- | ----------------------------- | ------- | ------ | ----------- |
| Ferdinand von Soyer | Bayerische Fortschrittspartei | 6893    | 52,4 % | 0           |
| 0                   | Bayerische Patriotenpartei    | 6452    | 47,7 % | 0           |

### Zollparlamentsnachwahl 1869
Bei der Nachwahl 1869 wurde Julius Petersen (Bayerische Fortschrittspartei) gewählt.

### Reichstagswahl 1871
Bei der Reichstagswahl 1871 fand nur ein Wahlgang statt. Die Zahl der Wahlberechtigten betrug 17.688, die Zahl der Wähler 9.471. Die Wahlbeteiligung betrug 53,6 %.
| Kandidat     | Partei                     | Stimmen | in %   | Anmerkungen |
| ------------ | -------------------------- | ------- | ------ | ----------- |
| Ludwig Louis | Liberale Reichspartei      | 7355    | 77,7 % | 0           |
| 0            | Bayerische Patriotenpartei | 2114    | 22,3 % | 0           |

### Reichstagswahl 1874
Bei der Reichstagswahl 1874 fand nur ein Wahlgang statt. Die Zahl der Wahlberechtigten betrug 19.217, die Zahl der Wähler 16.943. Die Wahlbeteiligung betrug 88,2 %.
| Kandidat       | Partei                     | Stimmen | in %   | Anmerkungen |
| -------------- | -------------------------- | ------- | ------ | ----------- |
| Theodor Spaeth | NLP                        | 9.645   | 57,1 % | 0           |
| 0              | Bayerische Patriotenpartei | 7.259   | 42,9 % | 0           |

### Reichstagswahl 1877
Bei der Reichstagswahl 1877 fand nur ein Wahlgang statt. Die Zahl der Wahlberechtigten betrug 20.112, die Zahl der Wähler 17.442. Die Wahlbeteiligung betrug 86,8 %.
| Kandidat     | Partei                     | Stimmen | in %   | Anmerkungen |
| ------------ | -------------------------- | ------- | ------ | ----------- |
| Moritz Bolza | NLP                        | 9.423   | 54,0 % | 0           |
| 0            | Bayerische Patriotenpartei | 7.740   | 44,4 % | 0           |
| 0            | Sonstige                   | 274     | 1,6 %  | 0           |

### Reichstagswahl 1878
Bei der Reichstagswahl 1878 fand nur ein Wahlgang statt. Die Zahl der Wahlberechtigten betrug 20.140, die Zahl der Wähler 15.507. Die Wahlbeteiligung betrug 77,1 %.
| Kandidat     | Partei                     | Stimmen | in %   | Anmerkungen |
| ------------ | -------------------------- | ------- | ------ | ----------- |
| Moritz Bolza | NLP                        | 8684    | 56,0 % | 0           |
| 0            | Bayerische Patriotenpartei | 6496    | 41,9 % | 0           |
| 0            | Sonstige                   | 313     | 2,02 % | 0           |

### Reichstagswahl 1881
Bei der Reichstagswahl 1881 fand ein Wahlgang statt. Die Zahl der Wahlberechtigten betrug 19.142, die Zahl der Wähler 9.915. Die Wahlbeteiligung betrug 51,9 %.
| Kandidat     | Partei                     | Stimmen | in %   | Anmerkungen |
| ------------ | -------------------------- | ------- | ------ | ----------- |
| Moritz Bolza | NLP                        | 5483    | 55,3 % | 0           |
| 0            | Linksliberale              | 41      | 0,4 %  | 0           |
| 0            | Bayerische Patriotenpartei | 4255    | 42,9 % | 0           |
| 0            | Sonstige                   | 121     | 1,2 %  | 0           |

### Reichstagswahl 1884
Bei der Reichstagswahl 1884 fand nur ein Wahlgang statt. Die Zahl der Wahlberechtigten betrug 18.714, die Zahl der Wähler 15.773. Die Wahlbeteiligung betrug 84,5 %.
| Kandidat         | Partei                     | Stimmen | in %   | Anmerkungen |
| ---------------- | -------------------------- | ------- | ------ | ----------- |
| Theodor Brünings | NLP                        | 8606    | 54,6 % | 0           |
| 0                | Linksliberale              | 84      | 0,5 %  | 0           |
| 0                | Bayerische Patriotenpartei | 7080    | 44,9 % | 0           |

### Reichstagswahl 1887
Bei der Reichstagswahl 1887 fand nur ein Wahlgang statt. Die Zahl der Wahlberechtigten betrug 18.931, die Zahl der Wähler 16.711. Die Wahlbeteiligung betrug 88,4 %.
| Kandidat         | Partei  | Stimmen | in %   | Anmerkungen |
| ---------------- | ------- | ------- | ------ | ----------- |
| Theodor Brünings | NLP     | 9357    | 56,0 % | 0           |
| 0                | Zentrum | 7319    | 43,8 % | 0           |

### Reichstagswahl 1890
Bei der Reichstagswahl 1890 fand ein Wahlgang statt. Die Zahl der Wahlberechtigten betrug 18.484, die Zahl der Wähler 14.125. Die Wahlbeteiligung betrug 76,5 %.
| Kandidat            | Partei        | Stimmen | in %   | Anmerkungen              |
| ------------------- | ------------- | ------- | ------ | ------------------------ |
| Franz Josef Ehrhart | SPD           | 230     | 1,6 %  | 0                        |
| Theodor Brünings    | NLP           | 7615    | 53,9 % | 0                        |
| Stumpf              | Linksliberale | 137     | 0,3 %  | Gutsbesitzer in Dürkheim |
| Kugler              | Zentrum       | 6125    | 38,4 % | Rechtsanwalt in Landau   |

### Reichstagswahl 1893
Bei der Reichstagswahl 1893 fanden zwei Wahlgänge statt. Die Zahl der Wahlberechtigten beim ersten Wahlgang betrug 18.656, die Zahl der Wähler 14.557. Die Wahlbeteiligung betrug 78,0 %.
| Kandidat              | Partei  | Stimmen | in %   | Anmerkungen                       |
| --------------------- | ------- | ------- | ------ | --------------------------------- |
| Josef Huber           | SPD     | 757     | 5,2 %  | 0                                 |
| Theodor Brünings      | NLP     | 6700    | 46,1 % | 0                                 |
| Baumann               | Zentrum | 5946    | 40,9 % | Ökonom und Bürgermeister in Hördt |
| Philipp Lichtenberger | BdL     | 1114    | 7,2 %  | 0                                 |

Bei der Stichwahl betrug die Zahl der Wähler 16.472. Die Wahlbeteiligung betrug 88,3 %.
| Kandidat         | Partei  | Stimmen | in %   | Anmerkungen |
| ---------------- | ------- | ------- | ------ | ----------- |
| Theodor Brünings | NLP     | 8890    | 54,1 % | 0           |
| Baumann          | Zentrum | 7550    | 45,9 % | 0           |

### Reichstagswahl 1898
Bei der Reichstagswahl 1898 fanden zwei Wahlgänge statt. Die Zahl der Wahlberechtigten beim ersten Wahlgang betrug 19.348, die Zahl der Wähler 13.771. Die Wahlbeteiligung betrug 71,2 %.
| Kandidat          | Partei  | Stimmen | in %   | Anmerkungen         |
| ----------------- | ------- | ------- | ------ | ------------------- |
| Josef Huber       | SPD     | 1198    | 8,7 %  | 0                   |
| Carl Gander       | NLP     | 6432    | 46,9 % | 0                   |
| Fr. Xaver Kessler | Zentrum | 6060    | 44,2 % | Pfarrer in Herxheim |

Bei der Stichwahl betrug die Zahl der Wähler 16.303. Die Wahlbeteiligung betrug 84,3 %.
| Kandidat          | Partei  | Stimmen | in %   | Anmerkungen |
| ----------------- | ------- | ------- | ------ | ----------- |
| Carl Gander       | NLP     | 8282    | 50,9 % | 0           |
| Fr. Xaver Kessler | Zentrum | 7979    | 49,1 % | 0           |

### Ergänzungswahl 1899
Bei der Ergänzungswahl 1899 fand ein Wahlgang statt. Die Zahl der Wahlberechtigten betrug 19.706, die Zahl der Wähler 15.154. Die Wahlbeteiligung betrug 76,9 %.
| Kandidat              | Partei  | Stimmen | in %   | Anmerkungen |
| --------------------- | ------- | ------- | ------ | ----------- |
| Josef Huber           | SPD     | 528     | 3,5 %  | 0           |
| Philipp Lichtenberger | NLP     | 7776    | 51,4 % | 0           |
| Baumann               | Zentrum | 6807    | 45,0 % | 0           |

### Reichstagswahl 1903
Bei der Reichstagswahl 1903 fanden zwei Wahlgänge statt. Die Zahl der Wahlberechtigten beim ersten Wahlgang betrug 20.632, die Zahl der Wähler 17.889. Die Wahlbeteiligung betrug 86,7 %.
| Kandidat              | Partei  | Stimmen | in %   | Anmerkungen |
| --------------------- | ------- | ------- | ------ | ----------- |
| Bruno Körner          | SPD     | 1397    | 7,8 %  | 0           |
| Philipp Lichtenberger | NLP     | 8225    | 46,1 % | 0           |
| Wilhelm Spindler      | Zentrum | 8223    | 46,1 % | 0           |

Bei der Stichwahl betrug die Zahl der Wähler 19.061. Die Wahlbeteiligung betrug 92,4 %.
| Kandidat              | Partei  | Stimmen | in %   | Anmerkungen |
| --------------------- | ------- | ------- | ------ | ----------- |
| Wilhelm Spindler      | Zentrum | 9341    | 49,2 % | 0           |
| Philipp Lichtenberger | NLP     | 9659    | 50,8 % | 0           |

### Reichstagswahl 1907
Bei der Reichstagswahl 1907 fanden zwei Wahlgänge statt. Die Zahl der Wahlberechtigten beim ersten Wahlgang betrug 33.485, die Zahl der Wähler 29.826. Die Wahlbeteiligung betrug 90,1 %.
| Kandidat         | Partei  | Stimmen | in %   | Anmerkungen                |
| ---------------- | ------- | ------- | ------ | -------------------------- |
| Bruno Körner     | SPD     | 1547    | 8,1 %  | 0                          |
| Johann Cronauer  | NLP     | 9102    | 47,3 % | Hauptlehrer in Germersheim |
| Wilhelm Spindler | Zentrum | 8858    | 44,6 % | 0                          |

Bei der Stichwahl betrug die Zahl der Wähler 18.969. Die Wahlbeteiligung betrug 94,1 %.
| Kandidat         | Partei  | Stimmen | in %   | Anmerkungen |
| ---------------- | ------- | ------- | ------ | ----------- |
| Johann Cronauer  | NLP     | 9927    | 49,3 % | 0           |
| Wilhelm Spindler | Zentrum | 10.192  | 50,7 % | 0           |

### Reichstagswahl 1912
Bei der Reichstagswahl 1912 fanden zwei Wahlgänge statt. Die Zahl der Wahlberechtigten beim ersten Wahlgang betrug 21.731, die Zahl der Wähler 19.449. Die Wahlbeteiligung betrug 89,5 %.
| Kandidat               | Partei  | Stimmen | in %   | Anmerkungen                     |
| ---------------------- | ------- | ------- | ------ | ------------------------------- |
| Bruno Körner           | SPD     | 2696    | 14,0 % | 0                               |
| Johann Cronauer        | NLP     | 6295    | 32,6 % | 0                               |
| Franz Seraphim Lederer | Zentrum | 8129    | 42,1 % | 0                               |
| Joh. Georg Helck       | BdL     | 2188    | 11,3 % | Bürgermeister in Vollmersweiler |

Bei der Stichwahl betrug die Zahl der Wähler 20.215. Die Wahlbeteiligung betrug 93,0 %.
| Kandidat               | Partei  | Stimmen | in %   | Anmerkungen |
| ---------------------- | ------- | ------- | ------ | ----------- |
| Johann Cronauer        | NLP     | 9860    | 49,2 % | 0           |
| Franz Seraphim Lederer | Zentrum | 10.169  | 50,8 % | 0           |